# Kreiz Breizh Elites
Le Kreiz Breizh Elites est une course cycliste par étapes française disputée dans le Kreiz Breizh, le centre de la Bretagne. Créé en 2000, il fait partie de l'UCI Europe Tour depuis 2008, en catégorie 2.2. Il est par conséquent ouvert aux équipes continentales professionnelles françaises, aux équipes continentales, à des équipes nationales et à des équipes régionales ou de clubs. Les UCI ProTeams (première division) ne peuvent pas participer.
Anciennement Kreiz Breizh Espoirs, l'épreuve s'appelle depuis l'édition 2007 le Kreiz Breizh Elites. En effet, cette épreuve était réservée avant 2007 aux coureurs de moins de 23 ans. Depuis 2018, une course féminine a également lieu.

## Palmarès
| Année                | Vainqueur          | Deuxième              | Troisième          |
| -------------------- | ------------------ | --------------------- | ------------------ |
| Kreiz Breizh Espoirs |                    |                       |                    |
| 2000                 | Cédric Hervé       | David Le Lay          | Sébastien Coué     |
| 2001                 | Marc Staelen       | Yoni Beauquis         | Lionel Brignoli    |
| 2002                 | Alexandre Naulleau | Pierre Drancourt      | Benny De Schrooder |
| 2003                 | Lloyd Mondory      | Denis Kudashev        | Jérémy Roy         |
| 2004                 | Cyrille Monnerais  | Lionel Faure          | David Lample       |
| 2005                 | Matthieu Ladagnous | Benoît Sinner         | Johan Lindgren     |
| 2006                 | Sjoerd Botter      | Romain Lebreton       | Yannick Flochlay   |
| Kreiz Breizh Elites  |                    |                       |                    |
| 2007                 | Kalle Kriit        | Tanel Kangert         | Rein Taaramäe      |
| 2008                 | Blel Kadri         | Martin Pedersen       | Yannick Marié      |
| 2009                 | Antoine Dalibard   | Fabien Patanchon      | Janek Tombak       |
| 2010                 | Johan Le Bon       | Vincent Ragot         | Jean-Lou Paiani    |
| 2011                 | Laurent Pichon     | Moreno Hofland        | Thomas Vedel Kvist |
| 2012                 | André Steensen     | Yoann Paillot         | Alexis Gougeard    |
| 2013                 | Nick van der Lijke | Vegard Stake Laengen  | Nicolas Vereecken  |
| 2014                 | Matteo Busato      | Timo Roosen           | Andreas Hofer      |
| 2015                 | August Jensen      | Élie Gesbert          | Stéphane Poulhiès  |
| 2016                 | Jeroen Meijers     | Clément Mary          | Jérémy Bescond     |
| 2017                 | Jonas Gregaard     | Niklas Eg             | Rasmus Guldhammer  |
| 2018                 | Damien Touzé       | Connor Swift          | Lennert Teugels    |
| 2019                 | Mathijs Paasschens | Martijn Budding       | Maxime Cam         |
| 2021                 | Nick van der Lijke | Mick van Dijke        | Michel Hessmann    |
| 2022                 | Lucas Eriksson     | Jeppe Aaskov Pallesen | Jean-Louis Le Ny   |
| 2023                 | Hartthijs de Vries | Zeb Kyffin            | Florian Dauphin    |
| 2024                 | Florian Dauphin    | Baptiste Poulard      | Victor Guernalec   |
| 2025                 | Finn Crockett      | Niklas Larsen         | Matyáš Kopecký     |

## Classements et maillots
- : le maillot blanc honore le leader du classement général.
- : le maillot vert honore le leader du classement du meilleur animateur se disputant lors de sprints intermédiaires au cours des différentes étapes.
- : le maillot à pois honore le classement du meilleur grimpeur
- : le maillot rose honore le leader du classement jeunes (coureurs de moins de 23 ans)